# IC 186
IC 186 ist ein interagierendes Galaxientriplett im Sternbild Walfisch in der Umgebung des Himmelsäquators. Es ist schätzungsweise 572 Millionen Lichtjahre von der Milchstraße entfernt.
Entdeckt wurde das Objekt am 14. Dezember 1892 vom französischen Astronomen Stéphane Javelle.